# Intel-6-Serie
Die Intel-6-Serie ist eine Serie von Mainboard-Chipsätzen der Firma Intel und Nachfolger der Intel-5-Serie. Die neue Chipsatzserie, die auch unter dem Codenamen „Cougar Point“ geführt wird, wurde notwendig, da die Anfang Januar 2011 vorgestellten Prozessoren der Sandy-Bridge-Generation inkompatibel zur alten Chipsatzserie sind.

## Beschreibung
Die Chipsätze der 6er-Serie basieren auf dem Zwei-Chipsatz-Design der Vorgängergeneration, wobei der eigentliche Mainboard-Chipsatz nur noch aus einem einzelnen PCH-Chip (Platform Controller Hub) besteht, der noch im 65-nm-Fertigungsverfahren produziert wird. Alle bisherigen Modelle sind für den Sockel 1155 (H2) ausgelegt, der für den Betrieb der Sandy-Bridge-Prozessoren notwendig ist. Die technisch größte Veränderung gegenüber den Vorgängern ist die vollständige Anbindung von PCI Express 2.0, dessen maximal acht Ports nun mit bis zu 5 GT/s arbeiten können (statt 2,5 GT/s), sowie die native Unterstützung für den SATA-Standard mit 6 GBit/s.
Eine Besonderheit der neuen Chipsatzserie ist, dass fast alle Taktungen an den Bustakt (engl. Bus Clock, Abk. BCLK) des Prozessors gekoppelt sind. Dadurch ist das bisherige Übertakten durch Anheben des Front Side Bus oder BCLK praktisch nicht mehr möglich. Stattdessen wird nun ein Prozessor mit offenem Multiplikator benötigt (K-Serie). Dieser offene Multiplikator kann aber nur verstellt werden, wenn der Chipsatz das Feature „Intel Extreme Tuning“ unterstützt, was zunächst nur auf dem P67 der Fall war.
Alle Prozessoren des Sockel 1155 (H2) verfügen über eine integrierte Grafikeinheit für deren Betrieb der Chipsatz über das „Flexible Display Interface“ verfügen muss. Dieses unterstützt die Formate DVI, HDMI 1.4a und DisplayPort (mit HDCP). Der einzige Chipsatz, der über dieses Feature nicht verfügt, ist der P67-Chipsatz. Da dieser aber zum Übertakten benötigt wird, musste der Kunde sich zunächst zwischen der integrierten Grafikeinheit und dem „Intel Extreme Tuning“ entscheiden. Dieser Umstand wurde am 11. Mai 2011 mit dem Z68-Chipsatz behoben, der sowohl über „Intel Extreme Tuning“, als auch über das „Flexible Display Interface“ verfügt und als einziger SSD-Caching unterstützt.

### Technische Probleme
Am 31. Januar 2011 wurde von Intel nach Hinweisen eines OEM-Herstellers ein Hardware-Bug im Chipsatz entdeckt, der zu einem Auslieferungsstopp führte. Aufgrund eines Designfehlers bei der Entwicklung des PCH-Chip (Platform Controller Hub) wird ein Transistor mit zu hoher Spannung versorgt und altert dementsprechend schneller. Dadurch kann es zu Fehlern bei der Datenübertragung auf den SATA-II-Ports (3 GBit/s) kommen, die SATA-III-Ports (6 GBit/s) sind dagegen nicht betroffen. Von diesem Bug sind alle PCH-Chips im B2-Stepping betroffen. Da bis zur Entdeckung des Fehlers dies auch die einzige Revision war, die in den Handel gelangt war, waren somit alle bisher ausgelieferten Mainboards für den Sockel 1155 betroffen. Dennoch gab Intel an, dass die Ausfallrate bei „nur“ 5 % bis 15 % binnen drei Jahren liege. Ab März 2011 wurde der PCH-Chip im fehlerbereinigten B3-Stepping an die Mainboardhersteller ausgeliefert. Den Gesamtschaden beziffert Intel auf rund eine Milliarde US-Dollar.

## Modellübersicht
| Desktop-Versionen | Desktop-Versionen  | Desktop-Versionen    | Desktop-Versionen | Desktop-Versionen     | Desktop-Versionen | Desktop-Versionen | Desktop-Versionen | Desktop-Versionen  | Desktop-Versionen   | Desktop-Versionen      | Desktop-Versionen | Desktop-Versionen    | Desktop-Versionen          | Desktop-Versionen |
| Chipsatz          | Offizieller Launch | Sockel               | System- Bus       | PCIe 2.0              | PCIe 2.0          | PCI               | USB- Ports        | Serial-ATA-Ports   | Serial-ATA-Ports    | Serial-ATA-Ports       | PATA              | Intel Extreme Tuning | Flexible Display Interface | TDP               |
| Chipsatz          | Offizieller Launch | Sockel               | System- Bus       | CPU                   | Chipsatz          | PCI               | USB- Ports        | SATA-II (300 MB/s) | SATA-III (600 MB/s) | unterstützte RAID-Modi | PATA              | Intel Extreme Tuning | Flexible Display Interface | TDP               |
| ----------------- | ------------------ | -------------------- | ----------------- | --------------------- | ----------------- | ----------------- | ----------------- | ------------------ | ------------------- | ---------------------- | ----------------- | -------------------- | -------------------------- | ----------------- |
| B65               | 20. Feb. 2011      | 1155 (H2)            | DMI 2.0           | 1× 16 Lanes           | 8 Lanes           | ja                | 12 (2.0)          | 5                  | 1                   | keine                  | nein              | nein                 | ja                         | 6,1 W             |
| H61               | 20. Feb. 2011      | 1155 (H2)            | DMI 2.0           | 1× 16 Lanes           | 6 Lanes           | nein              | 10 (2.0)          | 4                  | keine               | keine                  | nein              | nein                 | ja                         | 6,1 W             |
| H67               | 9. Jan. 2011       | 1155 (H2)            | DMI 2.0           | 1× 16 Lanes           | 8 Lanes           | nein              | 14 (2.0)          | 4                  | 2                   | 0, 1, 0+1, 5, JBOD     | nein              | nein                 | ja                         | 6,1 W             |
| P67               | 9. Jan. 2011       | 1155 (H2)            | DMI 2.0           | 1× 16 oder 2× 8 Lanes | 8 Lanes           | nein              | 14 (2.0)          | 4                  | 2                   | 0, 1, 0+1, 5, JBOD     | nein              | ja                   | nein                       | 6,1 W             |
| Q67               | 20. Feb. 2011      | 1155 (H2)            | DMI 2.0           | 1× 16 Lanes           | 8 Lanes           | ja                | 14 (2.0)          | 4                  | 2                   | 0, 1, 0+1, 5, JBOD     | nein              | nein                 | ja                         | 6,1 W             |
| Z68               | 11. Mai 2011       | 1155 (H2)            | DMI 2.0           | 1× 16 oder 2× 8 Lanes | 8 Lanes           | nein              | 14 (2.0)          | 4                  | 2                   | 0, 1, 0+1, 5, JBOD     | nein              | ja                   | ja                         | 6,1 W             |
| Mobile-Versionen  |                    |                      |                   |                       |                   |                   |                   |                    |                     |                        |                   |                      |                            |                   |
| HM65              | Q1 2011            | PGA988 (G2) BGA 1023 | DMI 2.0           | 1× 16 Lanes           | 8 Lanes           | ja                | 12 (2.0)          | 4                  | 2                   | keine                  | nein              | nein                 | ja                         | 3,9 W             |
| HM67              | Q1 2011            | PGA988 (G2) BGA 1023 | DMI 2.0           | 1× 16 Lanes           | 8 Lanes           | ja                | 14 (2.0)          | 4                  | 2                   | 0, 1, 0+1, 5, 10       | nein              | ja                   | ja                         | 3,9 W             |
| QM67              | 20. Feb. 2011      | PGA988 (G2) BGA 1224 | DMI 2.0           | 1× 16 Lanes           | 8 Lanes           | ja                | 14 (2.0)          | 4                  | 2                   | 0, 1, 0+1, 5, 10       | nein              | ja                   | ja                         | 3,9 W             |
| QS67              | 20. Feb. 2011      | PGA988 (G2) BGA 1224 | DMI 2.0           | 1× 16 Lanes           | 8 Lanes           | ja                | 14 (2.0)          | 4                  | 2                   | 0, 1, 0+1              | nein              | ja                   | ja                         | 3,4 W             |